# Josefina (Zamboanga del Sur)
Josefina (Bayan ng Josefina) är en kommun i Filippinerna. Kommunen ligger på ön Mindanao, och tillhör provinsen Zamboanga del Sur. Folkmängden uppgår till 8 758 invånare.
Josefina är indelat i 14 barangayer.